# Patricia Riekel

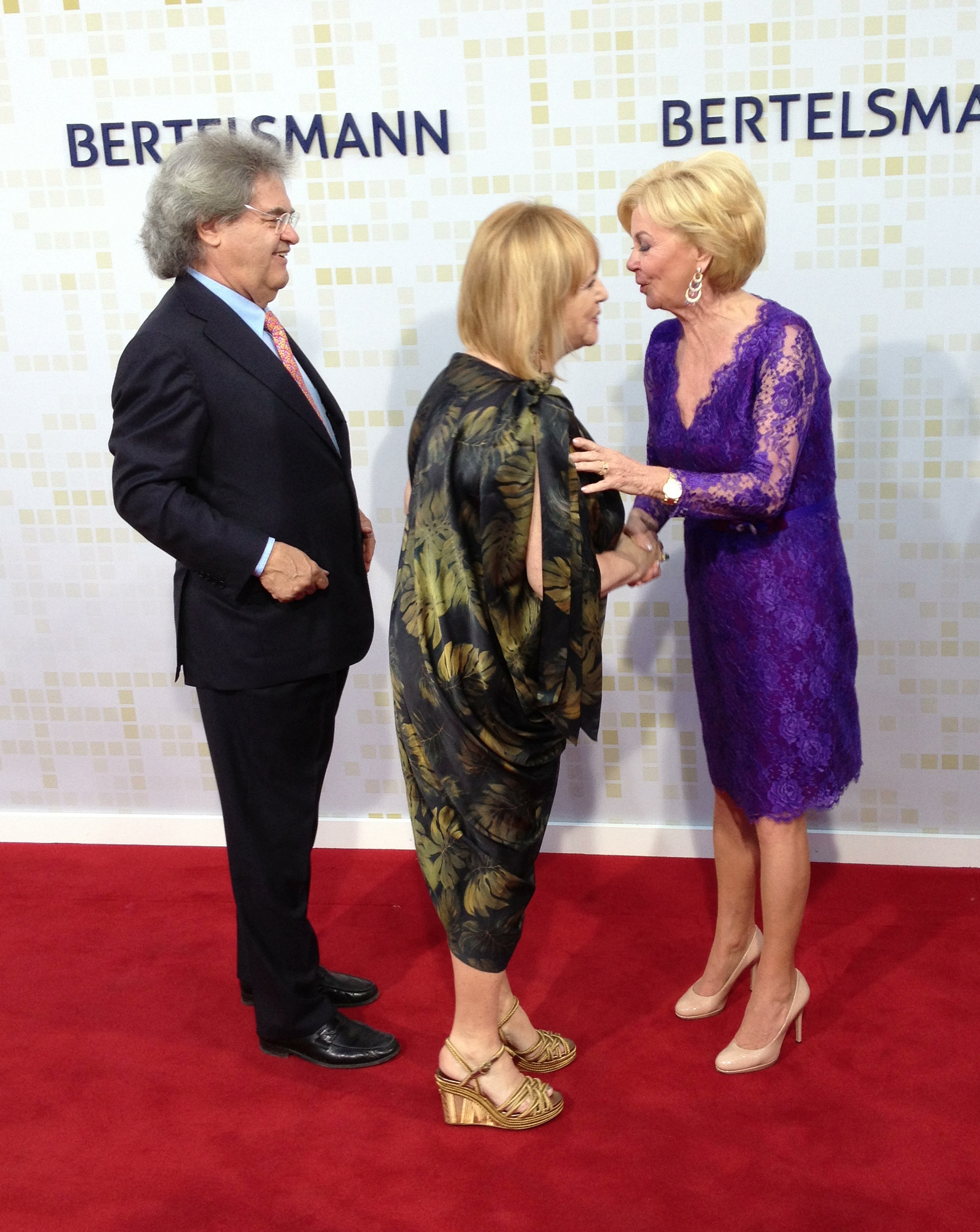
Helmut Markwort, Patricia Riekel (Mitte) und Liz Mohn auf der Bertelsmann Party 2013

Patricia Riekel (* 19. Juni 1949 in Haarlem, Niederlande) ist eine deutsche Boulevard-Journalistin und war Chefredakteurin der Zeitschriften Amica (2009 eingestellt) und Bunte sowie der deutschen InStyle, die von Hubert Burda Media herausgegeben wurden bzw. werden.

## Leben und Leistungen
Patricia Riekel wurde 1949 in Haarlem, Niederlande, geboren, wohin ihr Vater August Christian Riekel emigrieren musste, nachdem über ihn im nationalsozialistischen Deutschland Berufsverbot verhängt worden war. Als Patricia Riekel fünf Jahre alt war, zog die Familie ins deutsche Tutzing am Starnberger See zurück, wo sie mit drei Geschwistern aufwuchs. Nach der Schule begann sie zunächst eine Ausbildung zur Verlagsbuchhändlerin, brach diese aber ab und absolvierte von 1968 bis 1970 ein Volontariat beim Münchner Merkur. Im Anschluss daran war sie für ein Jahr bei der Augsburger Allgemeinen als Redakteurin tätig.
Daraufhin wechselte Riekel in das Redaktionsteam der Zeitschrift Quick der Bauer Media Group. 1974 trat sie in den Burda-Verlag ein, wo sie in der Redaktion der Frauenzeitschrift freundin tätig war. Sie arbeitete zu dieser Zeit eng mit Josef von Ferenczy zusammen und wurde für ihn als Autorin tätig.
Nach drei Jahren verließ Riekel die freundin-Redaktion, um sich die nächsten 14 Jahre als freie Redakteurin zu betätigen. In dieser Position lieferte sie weiterhin Beiträge für die Zeitschrift freundin, schrieb aber auch für Printmedien wie Elle, Bild am Sonntag, Gong, Quick, Für Sie, Petra und andere. Riekel produzierte eine große Bandbreite an Genres, von der Psychoserie bis zum Tageshoroskop. Im Jahr 1991 gab Riekel dann ihre freiberufliche Redakteurstätigkeit auf und wurde stellvertretende Chefredakteurin von die Aktuelle, Die zwei und TV Serien. 1995 berief man sie zur Chefredakteurin von die aktuelle, die 1979 von Helmut Markwort etabliert worden war und den sie auf diesem Weg kennenlernte. In dieser Zeit rief sie auch das „Radio der Frau“ ins Leben und machte Sendungen mit psychologischen Inhalten bei Radio Gong 2000, dessen Chefredakteur ebenfalls Markwort war. Außerdem verfasste Riekel Sach- und Drehbücher. Zwei Jahre später wechselte sie wieder zu Hubert Burda Media. Dort übernahm sie 1996 die Position der Chefredakteurin der Zeitschrift Bunte. In ihrem ersten Jahr als Chefredakteurin veranlasste Riekel, dass mit Gerhard Schröder erstmals ein Politiker auf dem Titel der Bunten erschien. Seitdem ist Politik ein fester Bestandteil jeder Ausgabe. Im gleichen Jahr kam die redaktionelle Leitung von InStyle hinzu, deren Chefredakteurin sie – zusätzlich zur Bunten – 1999 wurde.
Ab November 2003 war Riekel Moderatorin der halbstündigen Sendung Bunte TV in der ARD. Diese wurde jedoch bereits nach sechs Folgen wegen geringer Zuschauerresonanz Ende Dezember 2003 wieder eingestellt. Als offizieller Grund dafür wurde der späte Sendeplatz genannt. Die Sendereihe stellte im Stil des Printmagazins wöchentlich zwei prominente Personen in einer Homestory vor.
Im April 2016 teilte der Verlag mit, dass Riekel die Chefredaktion der Bunten, die sie seit 1996 innehatte, zum 1. Juli 2016 aufgeben würde. Ihr Nachfolger wurde Robert Pölzer. Sie blieb jedoch Herausgeberin der Gruppe „Burda Style“, die sie am 1. Mai 2009 wurde, zu der unter anderem Bunte, Instyle Elle, Donna, freundin und Burda Moden gehören.
Seit 7. Juli 2025 gehört sie in einer Doppelspitze dem Kreisvorstand der FDP München-Ost an.

## Privates
Patricia Riekel ist mit Helmut Markwort, dem ehemaligen Chefredakteur und Herausgeber des Nachrichtenmagazins „Focus“, liiert und lebt in München-Herzogpark.

## Journalistische Laufbahn
- 1968–1970 Volontariat beim Münchner Merkur, München
- 1970–1971 Redaktion Augsburger Allgemeine, Augsburg
- 1971–1974 Redaktion Quick, München
- 1974–1976 Redaktion freundin
- 1977–1991 Arbeit als freie Journalistin für Elle, Bild am Sonntag, Cosmopolitan, Für Sie, Petra, Gong, Quick u. a. Verfasste mehrere Sach- und Drehbücher.
- 1991–1994 Stellvertretende Chefredakteurin die aktuelle, die zwei und TV Serien. München
- 1995–1996 Chefredakteurin die aktuelle, München
- 1997–2016 Chefredakteurin Bunte
- Seit 1999 Chefredakteurin InStyle, München
- 2003 Moderatorin des ARD-Magazins Bunte TV
- 2005–2009 Chefredakteurin Amica, München
- Seit 2006 Vorsitzende der TRIBUTE TO BAMBI Stiftung
- Seit 2009 Herausgeberin der Zeitschriften der Gruppe „BurdaStyle“

## Journalistische Arbeit
Die Bunte schrieb rote Zahlen, als Patricia Riekel 1997 die Geschäftsführung übernahm. Seither hatte Riekel sie Schritt für Schritt wieder etabliert. 2015 erreichte die Zeitschrift wöchentlich 3,51 Millionen Menschen, von denen über drei Millionen weiblich sind. Sie verfügt über den viertgrößten Etat einer deutschen Zeitschrift, die Financial Times Deutschland schätzt ihn auf mehr als 50 Millionen Euro.
Bekannt geworden ist Riekel im Rahmen ihrer Tätigkeit außerdem durch einen 1998 mit großflächigen Anzeigen in der FAZ ausgefochtenen Streit mit Ernst August von Hannover aufgrund der Berichterstattung über dessen Frau Prinzessin Caroline.
In einem offenen Brief an Renate Künast verteidigte Riekel die Recherchemethoden der Bunten damit, dass es zur Kontrollfunktion der Presse gehöre, über das Privatleben von Politikern Bericht zu erstatten.
Ende 2013 verklagte Jörg Kachelmann die Bunte u. a. auf insgesamt über 3,2 Millionen Euro Schmerzensgeld wegen Verstößen gegen das Persönlichkeitsrecht. Riekel wird dabei beschuldigt, ihm in einem Editorial der Bunten unterstellt zu haben, er habe eine Scheinhochzeit inszeniert, um vor Gericht besser dazustehen.

## Auszeichnungen (Auswahl)
Im Jahr 2002 wurde Patricia Riekel durch das Branchenmagazin Horizont als „Medienfachfrau des Jahres“ ausgezeichnet. Im Jahr 2023 erhielt sie den Bayerischen Verdienstorden.

## Engagement
Als Beiratsmitglied von Jugend gegen AIDS unterstützt Patricia Riekel eine von Jugendlichen initiierte und geführte Initiative für Aufklärungs- und Präventionsarbeit.